# Initiative populaire « Arrestation des citoyens suisses qui compromettent la sûreté intérieure du pays »
L« initiative populaire « Arrestation des citoyens suisses qui compromettent la sûreté intérieure du pays », est une initiative populaire suisse, rejetée par le peuple et les cantons le 18 février 1923.

## Contenu
L'initiative propose d'ajouter un nouvel article à la Constitution fédérale qui spécifie l'obligation faite au pouvoir fédéral de mettre en arrestation des citoyens suisses « qui compromettraient la sûreté intérieure du pays ».
Le texte complet de l'initiative peut être consulté sur le site de la Chancellerie fédérale.

## Déroulement

### Contexte historique
Selon le comité initiant, cette initiative est lancée afin de fournir au Conseil fédéral une base légale lui permettant d'intervenir énergiquement en cas de manifestation massive, sans avoir à recourir à l'ouverture d'un procès. Cette proposition fait suite aux différents mouvements de grève qu'a connu le pays dans les années précédents et en particulier la grève générale de 1918.

### Récolte des signatures et dépôt de l'initiative
La récolte des 50 000 signatures nécessaires a débuté le 10 avril 1919. Le 30 juillet de la même année, l'initiative a été déposée à la chancellerie fédérale qui l'a déclarée valide le 22 novembre.

### Discussions et recommandations des autorités
Le parlement recommande le rejet de cette initiative. Dans son message adressé à l'assemblée, le Conseil fédéral met en avant les manquements aux libertés individuelles que pourraient provoquer l'application de cet article ; il pointe également le fait que la détention demandée ne pourrait s'appliquer exclusivement qu'aux citoyens suisses, ce qui introduirait une faille dans l'égalité de traitement des criminels.

### Votation
Soumise à la votation le 18 février 1923, l'initiative est refusée par la totalité des 19 6/2 cantons et par 89,0 % des suffrages exprimés, ce qui représente le second plus net rejet en votation fédérale et le plus important pour une initiative. Le tableau ci-dessous détaille les résultats par cantons :